# Robin (DC Comics)
Pour les articles homonymes, voir Robin.
Robin est un super-héros de fiction appartenant à l'univers de DC Comics. Créé par Bob Kane, Bill Finger et Jerry Robinson, il apparaît pour la première fois dans le comics book : Detective Comics n° 38 en 1940. Associé à Batman, Robin est considéré comme le principal allié du super-héros chauve-souris dans la plupart de ses aventures.Plusieurs personnes viendront détenir le rôle de Robin au fil du temps. Son costume emblématique est généralement composé d'un short rouge, de bottes noires, d'une tunique verte, d'une cape jaune et d'un masque. Le plus souvent présenté sous les traits d'un adolescent, ce personnage aux multiples visages varie toutefois  en âge, en genre ou en personnalité au fil de ses diverses incarnations.

## Création du personnage
Robin apparaît en 1940 dans Detective Comics, n° 38. Alors que les aventures de Batman sont à l'origine violentes, l'arrivée de Robin a pour but d'adoucir cet aspect, mais aussi de permettre aux lecteurs, des enfants et des adolescents dans leur grande majorité, de s'identifier à un personnage de leur âge. Robin devient l'un des premiers super-héros adolescents, qui inspirera d'autres jeunes héros comme Spider-Man.
La première aventure solo de Robin se trouve dans Star Spangled Comics #65-130 (1947-1952). La première série limitée sur Robin est publiée en 1991. Le personnage de Tim Drake, apparu pour la première fois dans Batman #436 (1989), devient le troisième Robin. Après deux autres mini-séries, une série permanente de Robin commence en 1993 et est toujours publiée de nos jours.

### Origine du nom
Son nom vient du terme anglais « robin » qui signifie rouge-gorge. Dans les œuvres où il apparaît, il est parfois fait référence à cette étymologie.
Dans le film Batman Forever, on apprend que Robin est le nom que lui a donné son père lorsque, pendant un saut périlleux aux trapèzes, Dick sauva de justesse un de ses frères ; son père l'aurait appelé alors « son Robin des Bois », d'où l'oiseau peint sur son casque dans le film : « un oiseau des bois ».

## Biographie fictive
Introduit dans les histoires de bandes dessinées de Batman en 1940, Robin est souvent présenté comme le principal compagnon et assistant de Batman dans sa lutte contre le crime à Gotham City. Au fil des années, six personnages "canons"  interprètent le rôle de Robin, chacun apportant sa propre personnalité et ses propres compétences uniques. Mais au total, une douzaine de personnages portent ce nom. En général, Robin est représenté comme un jeune homme capable et déterminé, qui travaille avec Batman pour faire respecter la justice à Gotham City .

### Dick Grayson
Dick Grayson est le premier Robin. Il est recueilli par Bruce Wayne après la mort de ses parents trapézistes. Dick sait que ses parents ne sont pas morts par accident. En voulant se venger, il découvre que Batman et Bruce Wayne ne font qu'un. Il lui demande alors de l'aider. Dick reste Robin jusqu'à ce qu'il découvre que Barbara Gordon est Batgirl. Il quitte Batman puis devient Nightwing.
Pendant un petit moment, Dick abandonne son costume de Nightwing pour celui de Batman (ce dernier ayant disparu de la surface de la Terre). Il le reprend ensuite, mais sous les couleurs noires et rouges, ou bleues et noires depuis The New 52, avant de devenir l'actuel Batman une fois pour toutes.

### Jason Todd
Après le départ de Dick Grayson, Bruce Wayne cherche un autre équipier. Un jour, il surprend Jason Todd, un jeune garçon qui cherche à voler les pneus de la Batmobile. Jason est très agité depuis l'assassinat de son père par Double-Face, pour qui il travaillait. Batman choisit de lui faire confiance et l'autorise à participer à ses enquêtes. Jason est assassiné par le Joker alors qu'il venait de retrouver sa mère biologique, une ancienne criminelle liée à ce malfaiteur. Le Joker tue de sang froid le jeune garçon à l'aide d'un pied de biche. Batman est alors traumatisé et regrette son choix, se jugeant partiellement responsable du meurtre de Jason. Ra's al Ghul, qui se sent également responsable, plonge Jason dans le puits de Lazare afin de le ramener à la vie. Jason devient alors Red Hood, un antagoniste meurtrier impitoyable. Il fait une mystérieuse réapparition pour se venger du Joker, mais aussi de Batman qui n'a pas tué le Joker pour le venger.

### Tim Drake
Troisième Robin, Tim Drake est un jeune garçon de 13 ans fasciné par les aventures de Batman et Robin. Dès l'âge de 9 ans, il découvre, grâce à ses talents de détective, la véritable identité du duo de super-héros. Il est considéré comme le deuxième meilleur détective de l'univers DC Comics après Batman. Peu après la mort de Jason Todd, Batman devient violent et instable et Tim estime qu’un Robin est essentiel pour Batman.
Il tente de convaincre Nightwing de reprendre le rôle de Robin, mais sans succès. Devant son refus, Tim réussit à convaincre Bruce de lui accorder une chance de devenir le nouveau Robin. Après avoir réussi plusieurs épreuves, il est engagé. Il doit cependant abandonner ce rôle sous la pression de son père qui découvre son identité secrète. Toutefois, son amour pour le combat du crime est persistant et il deviendra par la suite Red Robin.
En 2021, la dernière BD de la saga Batman montre Robin accepter un rendez-vous galant avec un homme. Après des décennies d'ambiguïté chez ce personnage, DC Comics marque l'histoire en assumant désormais la bisexualité de l'un de ses plus célèbres super-héros.

### Damian Wayne
L'actuel Robin est Damian Wayne, le fils de Bruce Wayne et de Talia al Ghul. Celle-ci l'entraîne pendant dix ans auprès de la Ligue des Ombres, avant de le confier à son père, Bruce Wayne. D'un tempérament impulsif, orgueilleux, Damian se considère comme l'unique héritier de Batman. Il affronte à plusieurs reprises physiquement Tim Drake pour obtenir le nom de Robin. Et en tant que tel, il n'aura alors de cesse de vouloir prouver qu'il peut endosser le rôle de Batman. Il est aussi extrêmement tiraillé entre l'héritage de la Ligue des Ombres et son devoir auprès de Batman.
Sa relation avec les autres héritiers de son père s'adoucit au fur et à mesure qu'ils l'aident à s'échapper de l'emprise de son grand-père Ra's al Ghul cherchant à prendre possession de son corps. Malgré tout, il reste un électron libre dans le duo dynamique qu'il forme avec Dick Grayson, l'actuel Batman, en ne perdant jamais une occasion de prouver qu'il est plus digne que lui de porter le nom de Batman. Il entretient dans certaines versions une relation amoureuse avec Stephanie Brown, la nouvelle Batgirl. Il forme un duo avec John Kent/Superboy, le fils de Superman/Clark Kent et Lois Lane. Ils se font appeler les Super Sons (Super Fils) et deviennent très bons amis. Damian meurt lors d'un violent combat contre son clone puis revient à la vie.

### Stéphanie Brown
Stéphanie Brown endosse le costume du cinquième Robin après la mort du père de Tim Drake. Celle-ci ne reste pas longtemps dans ses fonctions pour cause d'insubordination.

### Carrie Kelley
Carrie Kelley est une jeune adolescente sauvée par Batman, qui se voit attribuer les fonctions de Robin dans la mini-série de comics Batman: Dark Knight écrite par Frank Miller en 1986. Batman décide de la former afin qu'elle puisse le seconder lors de son retour. Elle sauve Batman de la mort après avoir affronté le chef des Mutants, un gang faisant régner la terreur à Gotham. Elle l'aide également à s'échapper de la police par hélicoptère. À la suite du combat entre Batman et Superman, Bruce Wayne simule sa mort, afin de continuer à combattre le crime dans l'ombre.

## Teen Titans: Les Jeunes Titans
Dans la série animée Teen Titans : Les Jeunes Titans, Robin fait partie des personnages principaux aux côtés de Changelin (Beast Boy), Raven, Cyborg et Starfire, et sert de chef à l'équipe. Il est aussi l'ennemi juré de Deathstroke, le principal antagoniste de la série. Comme la plupart des personnages de la série, son identité secrète n'est jamais clairement donnée, mais plusieurs détails semblent suggérer qu'il s'agit de Dick Grayson :
- il a des sentiments pour Starfire ;
- il est révélé que Robin deviendra Nightwing ;
- lorsque Raven entre dans l'esprit de Robin et accède involontairement à une part de ses souvenirs, on peut voir une brève scène dans un cirque, qui rappelle la façon dont les parents de Dick sont morts dans le comics ;
- Starfire a acquis la faculté de parler anglais en embrassant Robin comme dans le comics ;
- durant le double épisode L'Apprenti, Deathstroke fait une remarque sur sa volonté d'être une figure paternelle pour Robin. Ce dernier lui répond alors qu'il a déjà un père, phrase suivie par un vol de chauve-souris ainsi qu'un combat sur un gratte-ciel portant l'inscription « WAYNE » ;
- dans un épisode, le double de Robin venant d'un monde parallèle dit s'appeler Nosyarg Kcid (« Dick Grayson » à l'envers) ou Nibor (Robin à l’envers) ;
- lorsque Robin se bat contre une hallucination de Deathstroke, il voit des images défiler à grande vitesse dans son esprit en lien avec ce dernier, mais il y a une image qui n'a aucun rapport avec les autres : une image d'un cirque avec les installations pour des acrobaties. Il s'agit d'une allusion aux Flying Graysons, la famille de Dick, qui étaient de grands acrobates dans un cirque. On peut également voir une image de lui sous forme d'ombre en face de quelqu'un dans une caverne : c'est probablement Bruce Wayne dans la Batcave.

La raison qui pousse Robin à se séparer de Batman est inconnue. Dans l'épisode 10 de la saison 5 En avant, qui sert de préquel à la série, il répond qu'il travaille pour son compte à un voleur qui se demande pourquoi il n'est pas à Gotham City en compagnie de Batman, ce qui laisse la question irrésolue.

### Personnalité
Dans la série animée Teen Titans : Les Jeunes Titans, Robin est présenté de manière assez fidèle à la version du comics. Il est le chef du groupe et par conséquent, l'un des personnages les plus sérieux malgré certains moments d'humour. Bien que considéré comme un bon chef par ses amis, il a aussi une volonté acharnée de gagner, qui peut le mener à ne plus se fier à ses alliés.

### Compétences et équipement
Dans la série animée Teen Titans : Les Jeunes Titans, Robin possède à peu près les mêmes facultés que dans le comics, ainsi qu'un équipement similaire bien que plus perfectionné et moderne. C'est un excellent acrobate et un expert en arts martiaux, si bien qu'il ne souffre pas de son absence de super-pouvoirs.
Ainsi, il utilise toujours des batarangs, un bô et un grappin, mais aussi diverses armes, telles que des frisbees explosifs et même une épée. Il utilise une cape lui permettant de planer, qui semble avoir les mêmes spécificités que celle de Batman dans Batman Begins.

## Œuvres dans lesquelles le personnage apparaît

### Comics

#### Dick Grayson
- Robin Archives Vol.1 (2005) : Contient les épisodes de Star-Spangled Comics de Février 1947 à Octobre 1948 (n°65 à 85). DC Comics.
- Robin Archives Vol.2 (2010) : Contient les épisodes de Star-Spangled Comics de Novembre 1948 à Juin 1950 (n°86 à 105). DC Comics.
- Showcase Presents : Robin, the Boy Wonder 1, 2008. Regroupe des récits dédiés à Robin de Detective Comics et Batman de 1964 à 1975. DC Comics.
- Robin : Année Un. Urban Comics  (ISBN 978-2-3657-7413-0).

#### Jason Todd
- Batman: Second Chances, DC Comics. Recueil des premières aventures du deuxième Robin, Jason Todd. (Batman 1 n°402-403, n°408-416 et Batman Annual n°11)
- Un deuil dans la famille, 1988. Contient Batman vol.1 #426 à 429 et raconte le récit de sa mort. Urban Comics  (ISBN 978-2-3657-7208-2).

#### Tim Drake
- Un Deuil dans la Famille, 1988. La version d'Urban Comics propose également l'arc "Les Morts et les Vivants" qui raconte les débuts du troisième Robin.
- Robin, 5 numéros, 1992
- Robin II : Joker's Wild, 4 numéros, 1992
- Robin III : Cry of Huntress, 6 numéros, 1992
- Robin IV, 183 numéros, 1993 - 2009

#### Damian Wayne
- Le Fils de Batman, arc narratif présent dans "L’Héritage Maudit" (Grant Morrison présente Batman – Tome 1), Urban Comics  (ISBN 978-2-3657-7040-8).
- Batman & Robin vol.1, 26 numéros, 2009-2011
- Batman & Robin vol.2, 40 numéros, 2011-2015
- Damian, Fils de Batman, 4 numéros, 2013-2014
- Robin, Fils de Batman, 13 numéros, 2015-2016
- We are Robin, 9 numéros, 2015
- Robin War, 2015-2016
- Super Sons, #16, 2017-2018

### Serials
- Batman (15 épisodes, Lambert Hillyer, 1943) avec Douglas Croft.
- Batman et Robin (15 épisodes, Spencer Gordon Bennet, 1949) avec Johnny Duncan.

### Séries télévisées
- Batman (120 épisodes, William Dozier, 1966-1968) avec Burt Ward (VF : Pierre Trabaud / Luq Hamet)
- Titans (en production, Akiva Goldsman, Greg Berlanti, Geoff Johns, Sarah Schechter, 2018-en cours) avec Brenton Thwaites (VF: Gauthier Battoue) en tant que Dick Grayson / Robin / Nightwing et Curran Walters (VF: Julien Crampon) en tant que Jason Todd / Robin II.
- Supergirl (2019 - saison 5, épisode 9 - crossover Crisis on Infinite Earths) avec Burt Ward en tant que Dick Grayson / Robin  et Curran Walters en tant que Jason Todd / Robin II.
- Legends of Tomorrow (2020 - saison 5, épisode 1 - crossover Crisis on Infinite Earths) avec Curran Walters en tant que Jason Todd / Robin II.

### Séries animées
- Le Plein de super (Super Friends) (87 épisodes, Charles A. Nichols, 1973-1984) avec Casey Kasem
- Les Nouvelles Aventures de Batman (The New Adventures of Batman, 16 épisodes, Don Towsley, 1977-1981) avec Burt Ward
- Batman (Paul Dini, Bruce Timm, Eric Radomski, 1992-1995) avec Loren Lester (VF : Georges Caudron)
- Batman (The New Batman Adventures, Alan Burnett, Paul Dini, Bruce Timm, 1997-1999) avec Mathew Valencia (VF : Alexis Tomassian)
- Batman (The Batman, 65 épisodes, Michael Goguen, Duane Capizzi, 2004-2008) avec Evan Sabara (VF : Alexis Tomassian)
- Teen Titans : Les Jeunes Titans (Teen Titans, 65 épisodes, Sam Register, Glen Murakami, 2003-2006) avec Scott Menville (VF : Mathias Kozlowski)
- Batman : L'Alliance des héros (Batman: The Brave and the Bold, 65 épisodes, Michael Goguen, Duane Capizzi, 2004-2008) avec Jeremy Shada (VF : Alexis Tomassian)
- La Ligue des Justiciers : Nouvelle Génération (Young Justice, en cours, Greg Weisman, Brandon Vietti, 2010-) avec Jesse McCartney (VF : Donald Reignoux) pour Dick Grayson et Cameron Bowen (VF : Alexis Tomassian) pour Tim Drake[9],[10].
- Teen Titans Go! (2013 - en cours) (VF : Mathias Kozlowski)

### Longs métrages
- Alyas Batman at Robin (Paquito Toledo, 1965) avec Lou Salvador Jr.
- Batman (Leslie H. Martinson, 1966) avec Burt Ward (VF : Georges Poujouly)
- Batwoman et Robin (Jun Aristorenas, 1972) avec Robin Aristorenas
- Batwoman et Robin contre la Reine des vampires (Jun Aristorenas, 1972) avec Robin Aristorenas
- Fight Batman Fight! (Romeo N. Galang, 1973) avec Roderick Paulate
- Alyas Batman en Robin (Tony Y. Reyes, 1991) avec Keempee de Leon
- Batman Forever (Joel Schumacher, 1995) avec Chris O'Donnell (VF : Pierre Tessier)
- Batman et Robin (Joel Schumacher, 1997) avec Chris O'Donnell (VF : Pierre Tessier)
- The Dark Knight Rises (Christopher Nolan, 2012) avec Joseph Gordon-Levitt (VF : Alexis Victor) : Dans cet univers, le personnage s’appelle Robin John Blake. Le nom Robin est juste une référence au personnage rien de plus.
- Batman v Superman : L'Aube de la justice (Zack Snyder, 2016) : Le costume de Robin est exposé dans la Batcave, recouvert d'un graffiti créé par le Joker et Harley Quinn. De plus sa tombe apparaît alors que Bruce Wayne vient rendre hommage à ses parents.
- Suicide Squad (David Ayer, 2016) : Son nom est vu pendant la présentation d’Harley Quinn en tant que co-assassin de ce dernier avec son complice le Joker.
- Zack Snyder's Justice League (Zack Snyder, 2021) : Son costume apparaît dans la Batcave. Et est mentionné dans une conversation entre Batman et le Joker.
- Shazam! La Rage des Dieux (David F. Sandberg, 2023) : Une peluche à son image apparaît dans une scène au début du film ainsi que celle de Batman, Wonder Woman et Flash.

### Longs métrages d'animation
Note : Il s'agit ici des films d'animation où apparaissent les personnages lorsqu'ils portent le costume de Robin (cela exclut par exemple les films dans lesquels ils apparaissent uniquement sous le costume de Nightwing, Red Hood, Red Robin, etc.).
- Batman et Mr Freeze : Subzero (Batman and Mr Freeze: SubZero, Boyd Kirkland, 1998) avec Loren Lester (VF : Georges Caudron)
- Batman, la relève : Le Retour du Joker (Batman Beyond : Return of the Joker, Curt Geda, 2000) avec Dean Stockwell (VF : Patrick Béthune) et Mathew Valencia (VF : Marie-Laure Beneston)
- Batman : La Mystérieuse Batwoman (Batman: Mystery Of The Batwoman, Curt Geda, 2003) avec Eli Marienthal (VF : Taric Mehani)
- La Ligue des justiciers : Nouvelle Frontière (Justice League: The New Frontier, Dave Bullock, 2008) avec Shane Haboucha (VF : Alexis Tomassian)
- Batman et Red Hood : Sous le masque rouge (Batman: Under the Red Hood, Brandon Vietti, 2010) avec Jensen Ackles (VF : Christophe Lemoine)
- Batman: The Dark Knight Returns (Jay Oliva, 2012 et 2013) avec Ariel Winter (VF : Karine Foviau)
- Lego Batman, le film : Unité des super héros (Lego Batman : The Movie - DC Super Heroes Unite, Jon Burton, 2013) avec Charlie Schlatter (VF : Alexis Tomassian)
- Les Aventures de la Ligue des justiciers : Piège temporel (JLA Adventures: Trapped in Time, Giancarlo Volpe, 2014) avec Jack DeSena (VF : Alexis Tomassian)
- Le Fils de Batman (Son of Batman, Ethan Spaulding, 2014) avec Stuart Allan (VF : Paolo Domingo)
- Batman vs. Robin (Jay Oliva, 2015) avec Stuart Allan (VF : Paolo Domingo)
- Batman : Le Retour des justiciers masqués (Batman: Return of the Caped Crusaders, Rick Morales (en), 2016) avec Burt Ward (VF: Sébastien Desjours)
- Batman : Mauvais Sang (Batman: Bad Blood, Jay Oliva, 2016) avec Stuart Allan (VF : Paolo Domingo)
- La Ligue des justiciers vs. les Teen Titans (Justice League vs. Teen Titans, Sam Liu, 2016) avec Stuart Allan (VF : Henri Bungert)
- Lego DC Comics Super Heroes - La Ligue des justiciers : S'évader de Gotham City (Lego DC Comics Super Heroes - Justice League: Gotham City Breakout, Matt Peters et Melchior Zwyer, 2016) avec Scott Menville (VF : Mathias Kozlowski)
- Batman Unlimited : Machines contre Mutants (Batman Unlimited: Mech vs. Mutants, Curt Geda, 2016) avec Lucien Dodge ( VF: Rémi Caillebot)
- Teen Titans: The Judas Contract (Sam Liu, 2017) avec Stuart Allan (VF : Gabriel Bismuth-Bienaimé)
- Batman vs Double-Face (Batman vs. Two-Face, Rick Morales, 2017) avec Burt Ward (VF : Sébastien Desjours)
- Lego Batman, le film (The Lego Batman Movie, Chris McKay, 2017) doublé par Michael Cera (VF : Rayane Bensetti)
- Batman Ninja (Junpei Mizusaki, 2018) avec Yûki Kaji (version japonaise), Yuri Lowenthal (version américaine) et Gabriel Bismuth-Bienaimé (version française)
- La Mort de Superman (The Death of Superman, Jake Castorena et Sam Liu, 2018) (cameo)
- Teen Titans Go! Le film (Teen Titans Go! To the Movies, Aaron Horvath et Peter Rida Michail, 2018) avec Scott Menville (VF : Mathias Kozlowski)
- Batman: Silence (Batman: Hush, Justin Copeland, 2019) avec Stuart Allan (VF : Gabriel Bismuth-Bienaimé)
- Justice League Dark: Apokolips War (Matt Peters et Christina Sotta, 2020) avec Stuart Allan (VF : Gabriel Bismuth-Bienaimé)
- Injustice (film)

### Téléfilms
- Légendes des Super-héros (Legends of the Superheroes, Bill Carruthers, Chris Darley, 1979) avec Burt Ward
- Dans la grotte de Batman (Return to the Batcave, The Misadventures of Adam and Burt, Paul A. Kaufman, 2003) avec Burt Ward

### Jeux vidéo
- The Adventures of Batman and Robin
- Lego Batman, le jeu vidéo[11]
- Batman: Arkham Asylum
- Batman: Arkham City
- Batman: Arkham Origins (Multijoueur)
- Batman : L'Alliance des héros
- Batman: Arkham Knight
- Scribblenauts Unmasked
- Lego Batman 2: DC Super Heroes
- Lego Batman 3 : Au-delà de Gotham
- Lego DC Super-Vilains
- Injustice 2